# 米斯特科維奇
49°36′47″N 23°15′27″E / 49.61306°N 23.25750°E
米斯特科維奇（烏克蘭語：Містковичі），是烏克蘭西部的村莊，隸屬利維夫州的桑比爾區。該村始建於1410年，面積47.49平方公里，2001年人口378，人口密度每平方公里47.49人。